# Kîrsivka, Mirhorod
Kîrsivka (în ucraineană Кирсівка) este un sat în comuna Cerkașceanî din raionul Mirhorod, regiunea Poltava, Ucraina.

## Demografie
Componența lingvistică a localității Kîrsivka
     Ucraineană (100%)
Conform recensământului din 2001, toată populația localității Kîrsivka era vorbitoare de ucraineană (100%).